# طلحة بن نافع
أبو سفيان طلحة بن نافع الإسكاف الواسطي هو تابعي عراقي، وأحد رواة الحديث النبوي، من أهل واسط. وجاور مكة ستة أشهر.

## روايته للحديث النبوي
- روى عن: أنس بن مالك، وجابر بن عبد الله بن عمرو بن حرام، والحسن البصري، وأبي أيوب الأنصاري، وخليد بن سعد الشامي مولى أبي الدرداء، وسعيد بن جبير، وعبد الله بن الزبير، وعبد الله بن عباس، وعبد الله بن عمر بن الخطاب، وعبد الرحمن بن عوسجة، وعبيد بن عمير الليثي.
- روى عنه: أبو العلاء القصاب، وجعفر بن أَبي وحشية، والحجاج بن أرطاة، والحجاج بن حسان، والحجاج بن أَبي زينب، وحصين بْن عَبْدِ الرَّحْمَنِ، وخالد بن عرفطة، وسليمان الأعمش، وهو روايته، وشعبة بن الحجاج حديثًا واحدًا، وعتبة بن بن أَبي حكيم، وعطاء الخراساني، والعوام بن حوشب، والفضل بن سويد، والمثنى بن سَعِيد، ومحمد بن إسحاق بن يسار، وأبو بشر الوليد بن مسلم العنبري، وأبو خالد يزيد بْن عَبْد الرحمن الدالاني.[2]
- الجرح والتعديل: قال أبو حاتم الرازي: «أبو الزبير أحب إلي منه»، وقال أحمد بن حنبل والنسائي: «ليس به بأس»، وقال سفيان بن عيينة: «إنما أبو سفيان عن جابر صحيفة»، وسئل أبو زرعة الرازي عنه فقال: «أتريد أن أقول ثقة، الثقة سفيان وشعبة»، خرَّج له محمد بن إسماعيل البخاري مقرونًا بغيره،[3] وروى له باقي الجماعة أصحاب الكتب الستة، قال ابن عدي: «لا بأس به، روى عنه الأعمش أحاديث مستقيمة.»، وذكره ابن حبان في كتاب الثقات.[2]